# 陳牧
陳牧（？—25年），荊州南陽郡平林县人，中国新朝末年农民起义武将，平林軍頭領，後为更始帝劉玄重臣。

## 生平
地皇三年（22年），陳牧和同乡廖湛共集兵千余人，号「平林軍」，与王匡的新市軍呼应。当時，劉玄在安集掾加入平林軍。和劉縯率领的舂陵軍联合進軍宛城，联合軍在南陽郡育陽县小長安聚大战新朝前隊大夫（新制南陽太守）甄阜、屬正（新制都尉）梁丘賜，新军敗北。地皇四年（23年）正月，和王常率领的下江軍合流，泚水之战討取甄阜、梁丘賜。南陽士大夫（舂陵諸将）和王常推举劉縯为主，陳牧和其他他諸将擁立平林軍出身劉玄为天子。劉縯为了避免分裂，让劉玄登基。
更始元年（23年）二月，劉玄即位为更始帝，陳牧被任命为大司空。更始二年（24年）二月，劉玄遷都長安，陳牧封为陰平王。更始三年（25年），赤眉軍西進長安，陳牧被更始帝指派和同僚王匡、成丹、趙萌一起駐屯京兆尹新丰，以備敌军。長安城内張卬发动兵變，更始帝逃亡新丰。更始帝猜疑心起，对外戚趙萌以外的新丰諸将都怀疑是張卬一党。召陳牧、成丹入见，将二人誅殺。驚恐的王匡投奔長安張卬。史書并没有記述陳牧、成丹和張卬勾通，应是無罪被殺。重臣被杀，主君更始帝自取灭亡。